# دوین جونز
دوین جونز (انگلیسی: Duane Jones؛ ۲ فوریهٔ ۱۹۳۷ – ۲۲ ژوئیهٔ ۱۹۸۸) هنرپیشه اهل ایالات متحده آمریکا بود. وی بین سال‌های ۱۹۶۸ تا ۱۹۸۸ میلادی فعالیت می‌کرد. از فیلم‌هایی که وی در آن نقش داشته است، می‌توان به شب مردگان زنده اشاره کرد.